# Reading (Pensylwania)

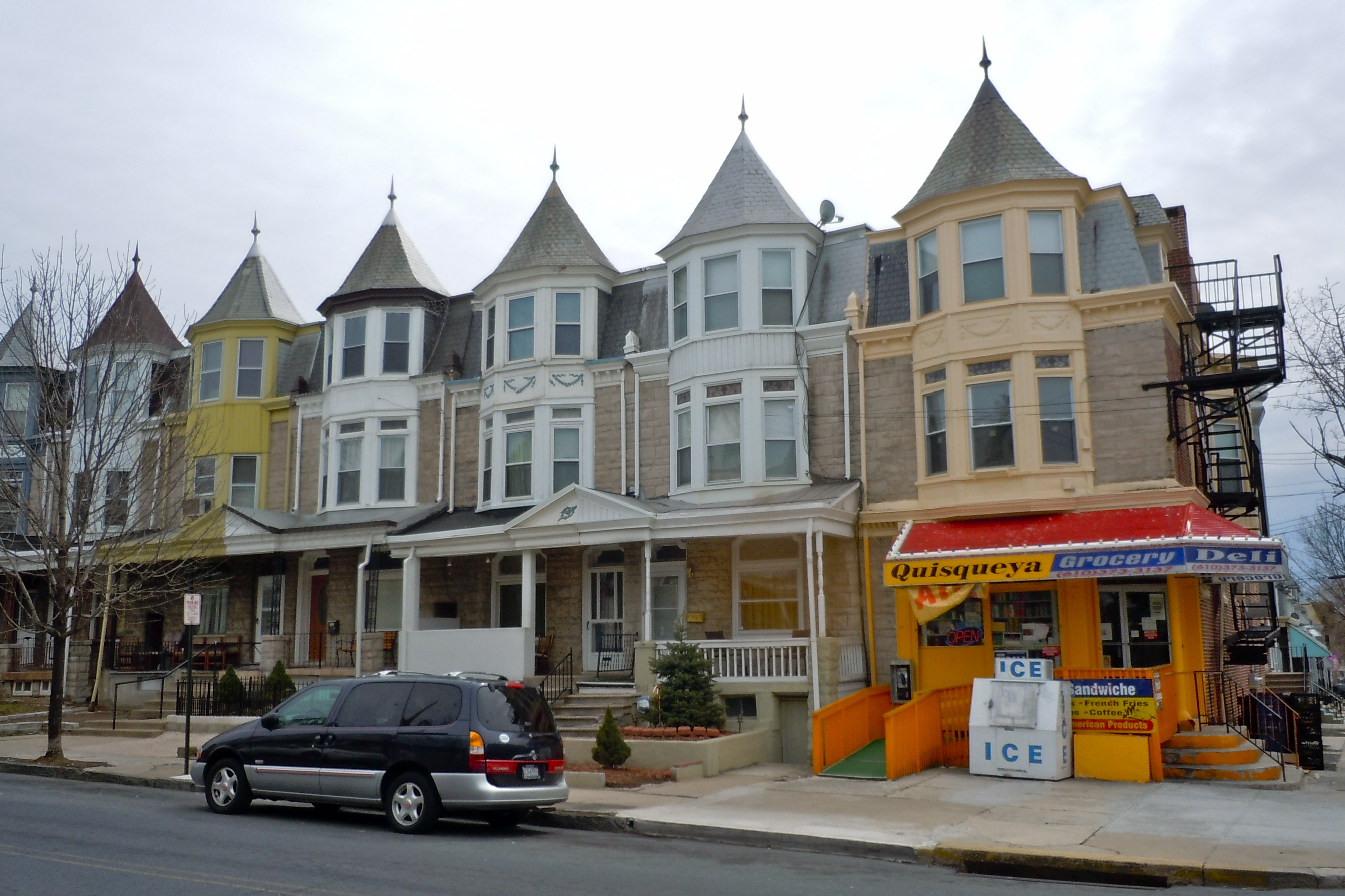
Historyczna dzielnica w 2011 roku

Reading – miasto w Stanach Zjednoczonych, we wschodniej części stanu Pensylwania, nad rzeką Schuylkill. Siedziba hrabstwa Berks. Jest czwartym co do wielkości miastem Pensylwanii, po Filadelfii, Pittsburghu i Allentown. Według danych z 2021 roku liczy 94,8 tys. mieszkańców, oraz 429,3 tys. w obszarze metropolitalnym.

## Demografia
Według danych z 2020 roku 47,5% mieszkańców stanowili Biali (20,4% nie licząc Latynosów), 16,6% deklarowało przynależność do dwóch lub więcej ras, 13,3% to Czarni lub Afroamerykanie, 1,2% to rdzenna ludność Ameryki, 1,1% to Azjaci i 0,02% to Hawajczycy i osoby pochodzące z innych wysp Pacyfiku. Latynosi stanowili 67% ludności miasta.
Obszar metropolitalny Reading ma znacznie większe populacje białe nielatynoskie (70,5%) i dużo mniejszą populację Latynosów (21,8%) i afroamerykańską (5,2%).

## Gospodarka
W mieście rozwinął się przemysł włókienniczy, samochodowy, elektroniczny oraz hutniczy.

## Sport
- Reading Royals – klub hokeja na lodzie

## Urodzeni w Reading
- Taylor Swift (ur. 1989) – piosenkarka[5]
- John Updike (1932–2009) – pisarz i poeta
- Spencer Fullerton Baird (1823–1887) – zoolog
- Wallace Stevens (1879–1955) – poeta
- Keith Haring (1958–1990) – artysta graffiti
- John Barrasso (ur. 1952) – senator ze stanu Wyoming
- Chad Hurley (ur. 1977) – biznesmen, były dyrektor generalny (CEO) YouTube
- Meg Foster (ur. 1948) – aktorka
- Megan Gallagher (ur. 1960) – aktorka
- Michael Constantine (1927–2021) – aktor
- Richie Kotzen (ur. 1970) – gitarzysta, kompozytor, wokalista

## Miasta partnerskie
- Niemcy: Reutlingen
- Chiny: Changzhi